# André Borel d’Hauterive

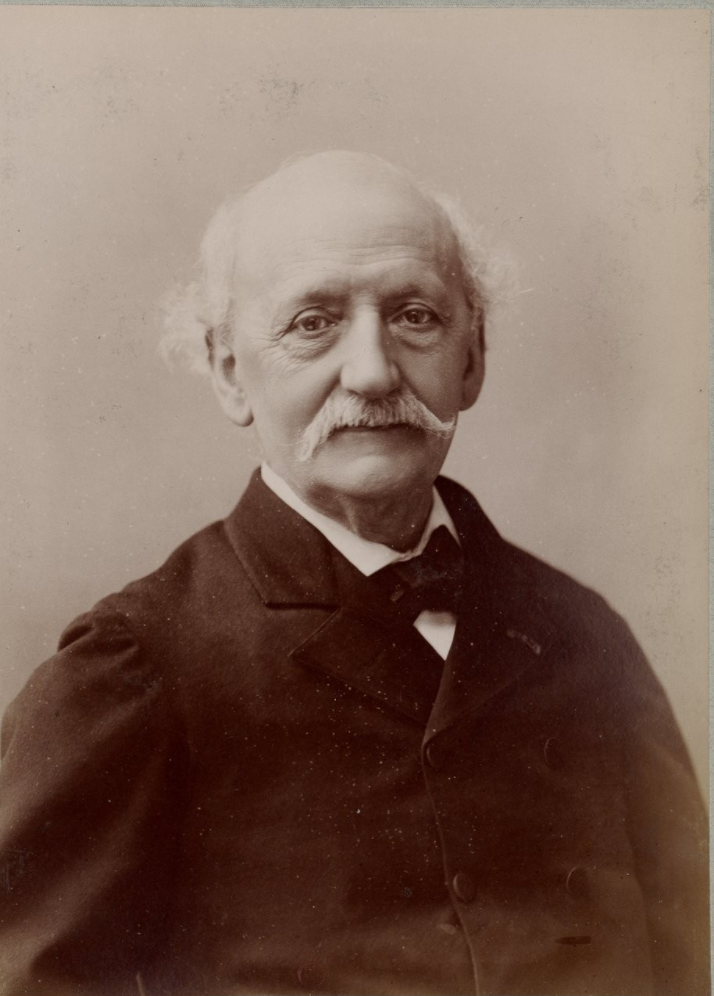
André Borel d’Hauterive, fotografiert von Nadar

André Borel d'Hauterive, eigentlich André François Joseph Borel (* 3. Juli 1812 in Lyon; † 16. März 1896 in Paris) war ein französischer Schriftsteller und Bibliothekar.

## Leben
André Borel stammt aus dem Lyoner Kleinbürgertum; er ist der Sohn von André Borel, einem Quincaillier in Lyon mit Sitz in der Rue des Quatre-Chapeaux Nr. 24, und Magdeleine Victoire Garnaud, die vierzehn Kinder hatten. Sein älterer Bruder ist der romantische Dichter Pétrus Borel (1809–1859).
Nach dem Jurastudium, dass ihn bis zum Doktor der Rechte führte, trat er 1835 in die École royale des chartes ein, und erwarb dort 1837 das Diplom als Archiviste paléographe.
Im Mai 1849 wurde er Sekretär und Professor an der École des chartes, 1864 Bibliothekar an der Bibliothek Sainte-Geneviève und am 1. Januar 1874 stellvertretender Konservator der Abteilung für Handschriften der Nationalbibliothek.
Er ist Gründer des Annuaire de la noblesse de France und Autor von zwei Werken über die Genealogie von Adelsfamilien.
1841 gründete er die Revue historique de la noblesse de France, die er bis 1843 leitete. In diesem Jahr gründete er das Annuaire de la pairie et de la noblesse de France et des maisons souveraines de France, das später in Annuaire de la noblesse de France umbenannt wurde. Er leitete diese Publikation von 1843 bis 1892.

## Publikationen
- Annuaire de la pairie et de la noblesse de France et des maisons souveraines de l’Europe, ab 1842.
- Armorial de la généralité d’Amiens : Artois et Picardie d’après les manuscrits d’Hozier, 1856
- La Noblesse du Briançonnais, 1867 (online, abgerufen am 3. Mai 2025)

Er schrieb auch Texte unter verschiedenen Pseudonymen (Carl Egger, Ernest Valery, Adrien Moreau, Hippolyte Raineval und Mattéphile Lerob), insbesondere in der von seinem Bruder gegründeten Zeitung La Liberté des Arts.